# Chœur Montjoie Saint-Denis
O Chœur Montjoie Saint-Denis (em português: Coro Montjoie Saint-Denis) é um coro de amadores franceses, formado por ex-escoteiros, reservistas e dirigentes ativos, que desde 1979 executam e gravam “canções tradicionais” francesas a partir de repertórios regionais, militares, camponeses, operários, históricos ou religiosos. O atual diretor do coro é Jacques Arnould.

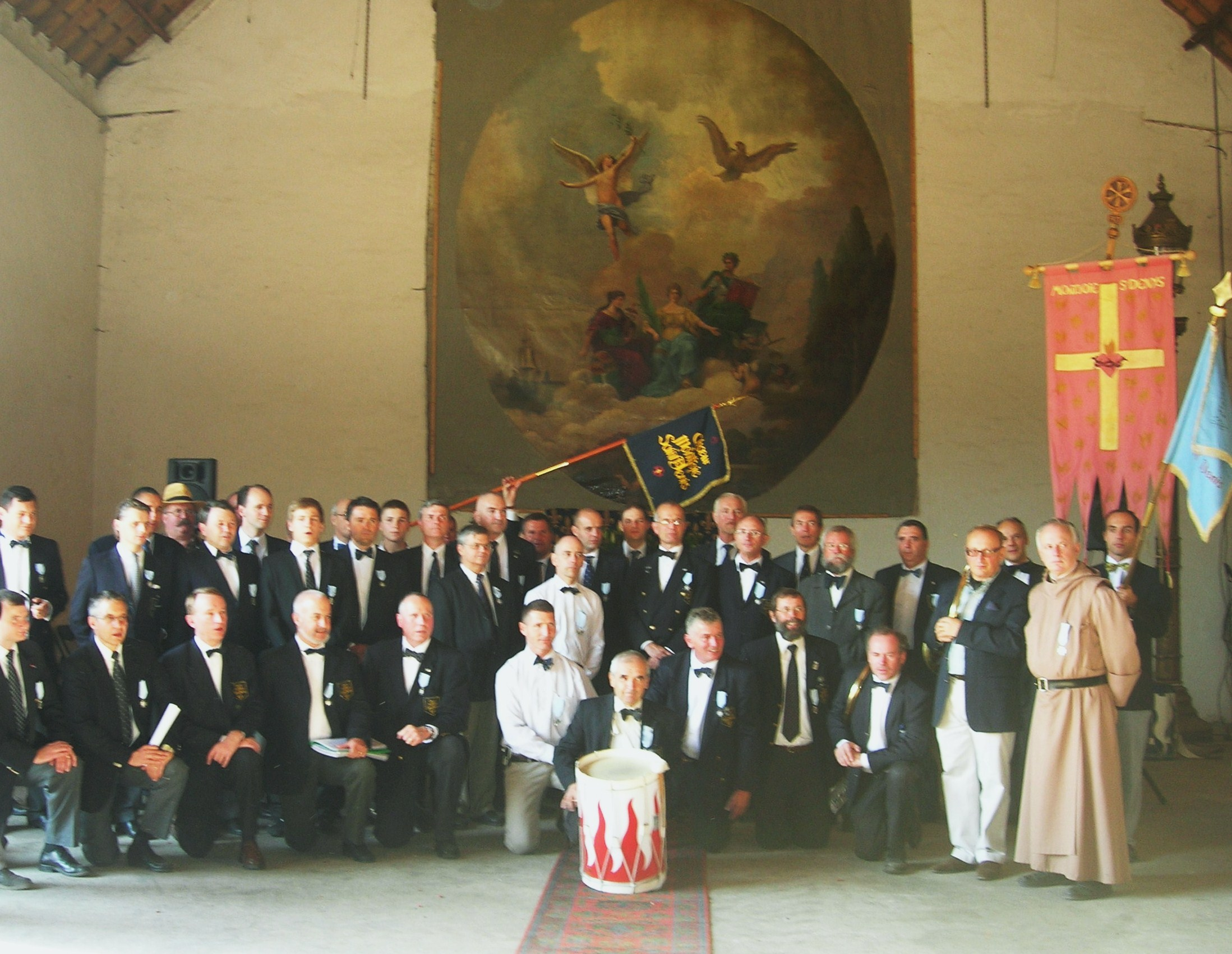
O Coro, em 2009.

Desde 1998, o Chœur de la Joyeuse Garde vem perpetuando, no sudeste da França, a transmissão do repertório tradicional iniciada pelo Coro Montjoie Saint Denis.
1. ↑  «Notice d'autorité». Consultado em 16 de setembro de 2020
2. ↑  «12 Mai : Quand l'État Célèbre Jeanne D'arc Avec l'Extrême Droite». Consultado em 16 de setembro de 2020